# USS O-4 (1918)
USS O-4 (SS-65) was een Amerikaanse onderzeeboot van de O-klasse gebouwd door de Amerikaanse scheepswerf Fore River Shipyard uit Quincy. De boot werd op 29 mei 1918 in dienst genomen door de Amerikaanse marine, onder commandant Luitenant-ter-zee Robert H. English.
Na de in dienst name patrouilleerde de boot langs de Atlantische kust tussen Cape Cod en Key West. Op 24 juli 1918 werd de boot samen met de O-6 aangevallen door een Brits vrachtschip die de twee Amerikaanse onderzeeboten aanzag voor Duitse U-boten.
De O-4 was een van 20 Amerikaanse onderzeeboten die naar Europa gestuurd werden tijdens het eind van de Eerste Wereldoorlog, maar voor de Azoren waren bereikt was het conflict aan het westfront ten einde. Daarop keerde de O-4 terug naar de Verenigde Staten en werd de boot gebruikt als opleidingsboot. Op 3 juni 1931 werd de boot uit dienst genomen.
Vanwege het uitbreken van de Tweede Wereldoorlog werd O-4 op 29 januari 1941 opnieuw in dienst genomen bij de Amerikaanse marine. Gedurende de gehele Tweede Wereldoorlog werd de boot gebruikt voor het opleiden van marinepersoneel. Na de Tweede Wereldoorlog voer de boot naar Portsmouth in New Hampshire waar de boot uit dienst werd genomen op 20 september 1945. Op 1 februari 1946 begon de sloop.